# Joualle
Pour l’article ayant un titre homophone, voir Joual.
Ne doit pas être confondu avec Jaoul.

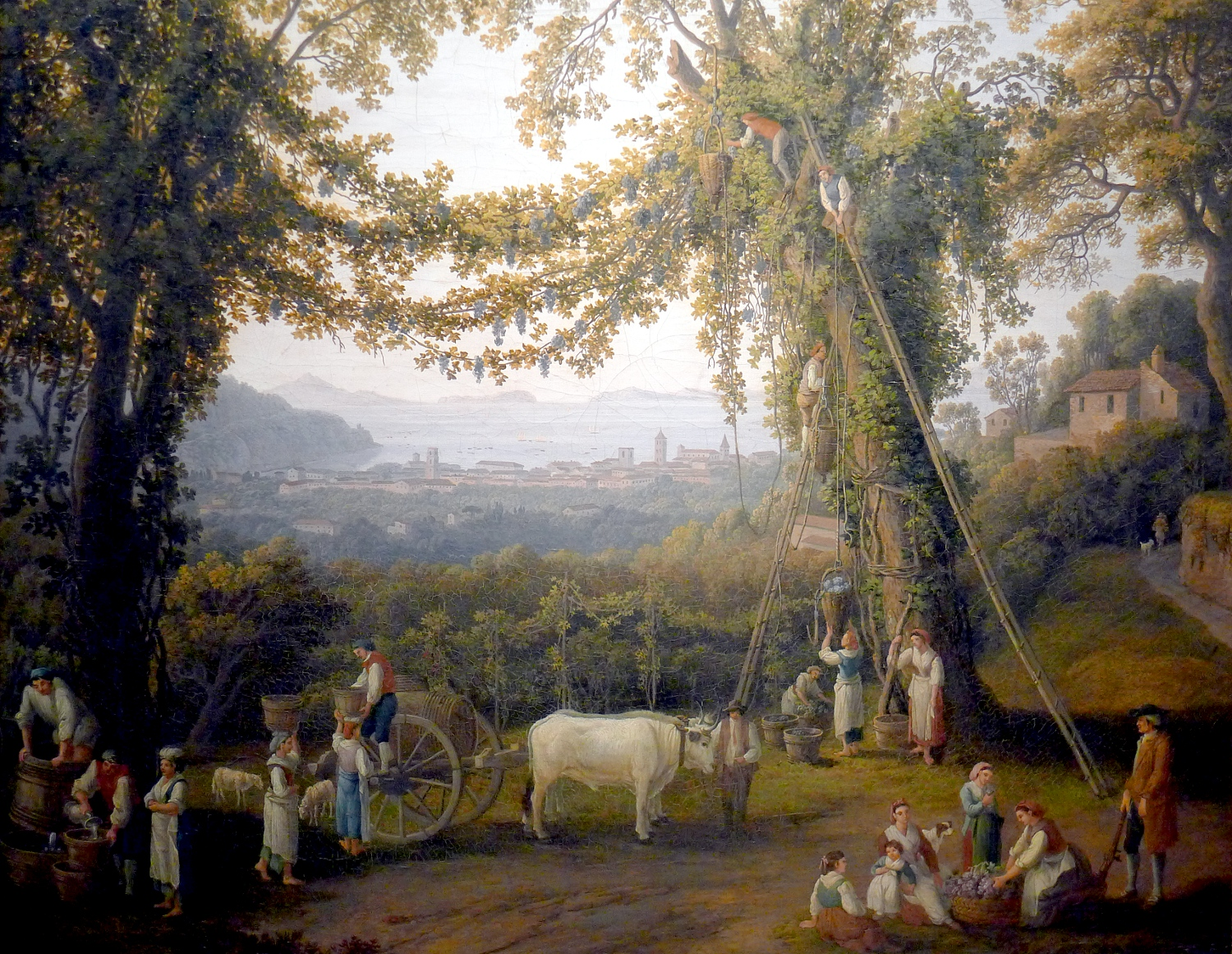
À l'automne, près de Sorrente, les vendanges d'une joualle, avec en premier plan, d'immenses ceps de vigne suspendus en hautain entre deux grands ormeaux (hautains en guirlandes);
« Vendanges d’autrefois » par Philipp Hackert, en 1784

La joualle (« joala » en occitan) est un système ancestral de culture agricole associant sur une même parcelle de la vigne poussant sur des arbres fruitiers et plusieurs autres cultures intercalaires réalisées entre les rangées d'arbres. Cette méthode culturale a été pratiquée en plusieurs régions d'Europe, et notamment dans le Sud-Ouest de la France.
Ce mode de cultures associées (entraide mutuelle végétale) diminuait les efforts du cultivateur et préservait la biodiversité. Des arbres fruitiers implantés en joualle y produisaient abricots (coteaux du Lot et de la Garonne, par exemple), cerises (Gironde), pêches de vigne (Charentes), prunes d'Ente (Périgord), et autres. Entre ces rangées de fruitiers, toutes sortes de cultures pouvaient s'y trouver: légumes, blé, fourrage, betteraves, pommes de terre ou tabac.
Au XXe siècle, ce système cultural intégré a été préservé en Espagne et surtout au Portugal. Mais face aux assauts de l'agriculture intensive, il a disparu temporairement du territoire français.
Au début du XXIe siècle, avec le fort développement de l'agriculture biologique et de l'agroforesterie, la joualle renaît peu à peu sous diverses formes dérivées, dans nombre de régions d'Europe.

## Description
Les joualles étaient des champs composés de parcelles intercalaires cultivées et espacées de rangées de vigne et arbres fruitiers. L'écartement était variable, d'au moins une largeur suffisante pour le passage d'un attelage de bœufs, et jusqu'à parfois 15 mètres.
Des arbres fruitiers d'espèces particulières sélectionnées en fonction de la nature des sols et du micro-climat local, étaient régulièrement implantés et renouvelés dans chaque rangée arborée de la joualle : pêchers de vigne en Charentes, mais aussi cerisiers en Gironde, pruniers d'Ente en Lot-et-Garonne et dans le Périgord, ou encore abricotiers sur les coteaux du Lot et de la Garonne étaient régulièrement implantés dans chaque rang de vigne. Cette plante liane pouvait ainsi grimper dans des arbres qui servaient de tuteurs vivants (type de culture en hautain).
Les parcelles intercalaires étaient cultivées : toutes sortes de cultures pouvaient s'y trouver : plantes potagères, céréales (avoine, blé, orge, sarrasin, etc.), fourrage, betteraves à sucre, et aussi après le XVIIe siècle des pommes de terre ou du tabac ; toutes remplacées au milieu du XXe siècle par du seul blé.
Puis le remembrement foncier agricole a fait disparaître en France, la quasi-totalité des dernières joualles.
Mais depuis le début du XXIe siècle, ce système de compagnonnage végétal a été peu à peu réintroduit en Europe, via les techniques d'agroforesterie et de permaculture. De plus, ce type de compagnonnage botanique a été préservé en Galice espagnole et surtout dans la région septentrionale du Minho (Portugal) pour les vignobles d'appellations (AOC) : le Minho (VR) et le Vinho verde (DOC) (vin vert).

## Étymologie

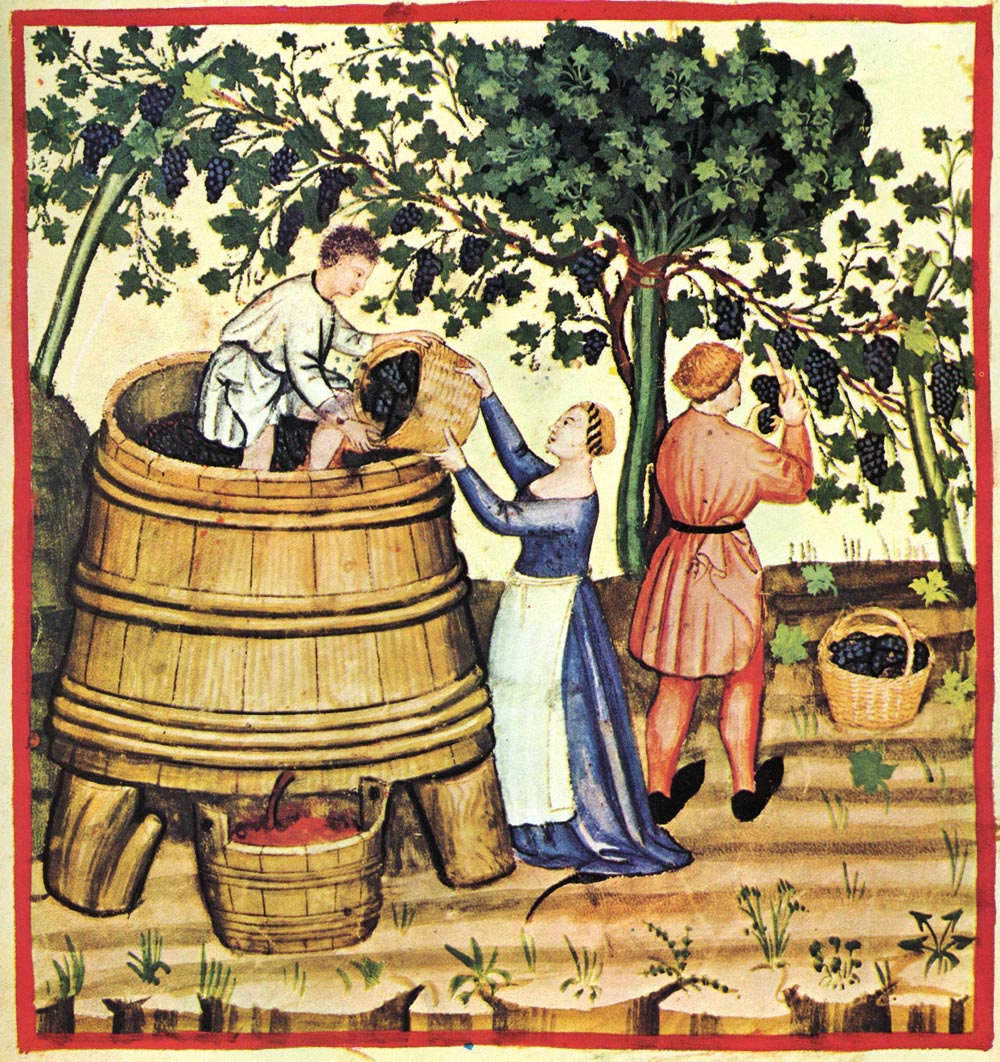
Vendanges au XV dans une joualle : des arbres fruitiers sont organisés en Hautain (de type guirlande) et alignés entre des champs cultivés
Tacuinum Sanitatis (1474),
Paris, Bibliothèque nationale, Ms. lat. 9333.

La joualle, vigne plantée de telle façon qu'on puisse cultiver entre les rangs, est dérivée de « jouelle » forme féminine de l'ancien français du XVe siècle « jouau, une pièce de bois servant à attacher la vigne », elle-même issue du latin « jugum, la jugulaire, le joug ». Les transitions linguistiques et orthographiques de jugum à joualle se sont réalisées sur environ deux millénaires :
- Au IIe siècle : Le latin jugare vineam, « attacher la vigne » (Columelle) et jugalis, « en forme de joug » (pièce de bois reliant deux bœufs de labour) ;
- Au XIVe siècle : Le blésois « jouau, sorte de berceau pour lier la vigne » (1301), et l'Agenais « jouaou, rangée de vigne » (Agen ds FEW t. 5, p. 61 a). La « joualée de vigne » devient une mesure de superficie agraire (dès 1340) ;
- Au XVe siècle : Jouau se transforme en « joual » et en « joel », puis « jouelle » : pièce de bois servant à attacher la vigne (1555 Cottereau, originaire de Tours) ;
- Au XVIIe siècle : Du Bordelais « jouale » : latte de bois posée sur deux branches fourchues servant de berceau à la vigne (Chron. bourdeloise, 43, éd. 1672 d'apr. A. Delboulle ds Romania t. 33, 1904, p. 561) ;
- Au XIXe siècle : On dit « Vignes à joualles », « Vignes en joualles ». Mais l'apparition de l'oidium sur l'estuaire de la Gironde, puis en basse vallée de la Garonne, fait disparaitre les joualles qui résistent néanmoins dans les régions limitrophes.
  - « Nous voyions à notre droite fuir les vignes en joualles sur les coteaux » (France, Rôtisserie, 1893, p. 320).

## Histoire
En tout début de l'ère historique, le poète latin Virgile évoquait des techniques de cultures qui bien plus tard seront dénommées : joualle et hautain :

« Je vais chanter l’art qui produit les riantes moissons ; je dirai, ô Mécène, sous quel astre il convient de labourer la terre, et de marier la vigne à l’ormeau ; quels soins il faut donner aux bœufs, à la conservation des troupeaux, et quelle sage industrie fait prospérer l’abeille économe. Brillants flambeaux de l’univers, vous qui dirigez dans les cieux la marche de l’année, Bacchus, et toi, bienfaisante Cérès, je vous invoque, s’il est vrai que grâce à vous les humains aient remplacé le gland de Chaonie par l’épi nourricier, et mêlé pour la première fois le jus de la grappe avec l’eau de l’Achéloüs. Et vous, divinités tutélaires des champs, Faunes, Dryades, venez ensemble, accourez à ma voix : ce sont vos bienfaits que je chante… »

— Les Géorgiques, de Virgile (70 à 19 av. J.-C.)

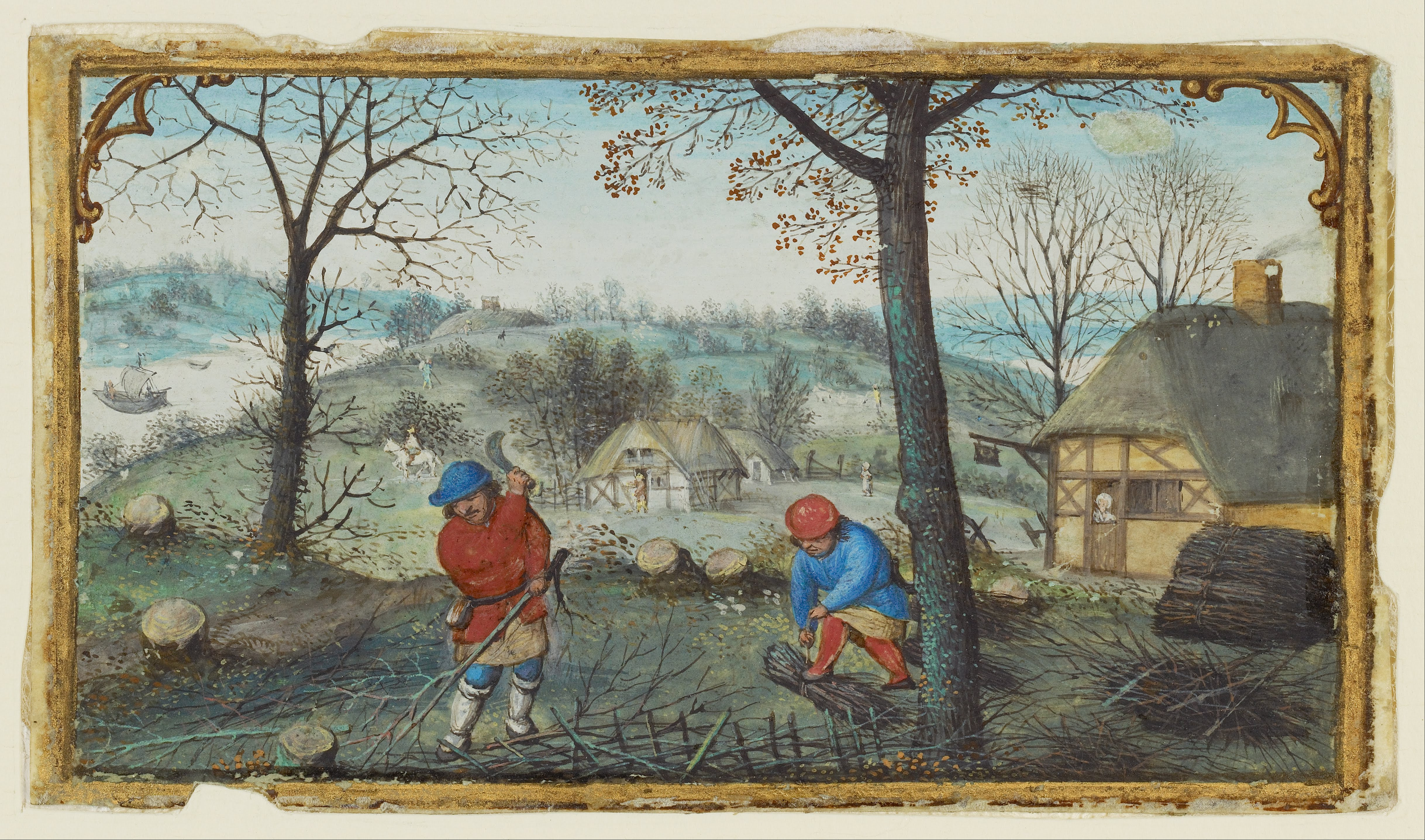
En hiver, dans chaque rangée arborée de la joualle, les arbres fruitiers étaient taillés et les taillis élagués. Titre de l’œuvre : « Gathering Twigs » (Ramassage de branchages), par Simon Bening (1483-1561).

Au XIVe siècle, les champs cultivés en joualle étaient si fréquent que la « joualée de vigne » devint une mesure de superficie agraire (dès 1340). Et un siècle plus tard, la forme « joalle » est attestée en pays de Moyenne Garonne, pour désigner une mesure de longueur appliquée à la vigne (1483 Arch. Gironde G 1731 ds A. Brutails, Recueil sur l'équivalence des anciennes mesures de la Gironde, 1942, p. 41).
Mais en certains endroits, pour accueillir de la vigne il manqua d'arbres assez haut et large (bois vivant). Se développa alors la culture en échalas (piquet de bois mort) et en treille (sur façade de muret ou de bâtiments). En 1690, au château de Ruth, à Sainte-Cécile-les-Vignes, furent plantées 100 treilles de muscats. En 1750, dans le fief de Beauchamp, à Monteux, les vignes sont conduites sur treilles.
Au XVIIIe siècle, le sectaire abbé Rozier, un botaniste qui devint curé constitutionnel, cloua au pilori les pratiques du hautain et de la joualle, dans son ouvrage La manière de faire du vin en Provence ; 1772 :

« Tout arbre nuit à la vigne, autant par son ombrage que par ses racines. Que celui qui plante ou cultive la vigne ait sans cesse devant les yeux le précepte donné par Virgile « apertos bacchus amat colles » : En un mot, on doit planter la vigne que dans des terrains où ne peut croître le froment. »

Puis au milieu du XIXe siècle, l'apparition de l'oïdium dans les vignobles jouxtant les rives de l'estuaire de la Gironde (le vignoble de Blaye fut le premier atteint en 1851 à Cartelègue), puis dans la basse vallée de la Garonne, a sonné le glas dans le Bordelais des cultures en joualles, en treilles, sur échalas ou sur hautains qui perdurèrent ailleurs (plus au nord dans les Charentes, par exemple) :
Au XXe siècle : à la suite des nouvelles techniques culturales, le terme joualle s'est déformé ou se résume à une bi-culture vigne-céréale (jusqu'aux années 60) :
- en langues d'oïl : « jouallée, rangée de vigne alternant avec des sillons de céréales », dans le Blésois (Charte blésoise citée par A. Thomas ds Romania t. 39, 1910, p. 235) ;
- en langues d'oc : « joualles, rang de ceps de vignes alternant avec des bandes de terrain semées de céréales », en Agenais (Archives du Lot-et-Garonne ds P. Deffontaine, Les hommes et leurs travaux dans le pays de Moyenne Garonne, 1932, p. 227).
  - En Note 2 des mêmes archives : « Depuis quelques années, on a introduit un nouveau mode de planter la vigne en Agenais : on les plante à 6 pieds de distance et on les travaille à la charrue. Ces lignes s'appellent joualles ou cancé. »
- « Ont également régressé les allées, joualles, chaintres, ouillères où 1, 2, 3, 4 ou 5 rangs de vigne alternaient avec une bande de terrain plus ou moins large réservée à des cultures intercalaires » (Levadoux, Vigne,1961, p. 107)[5].